# Dzień Dojazdu Rowerem do Pracy
Dzień dojazdu rowerem do pracy / Bike to Work Day to coroczne wydarzenie promujące rower jako środek dojazdu do pracy (komunikacji rowerowej). Odbywa się wiosną w różnych miejscach, w tym w Stanach Zjednoczonych, Kanadzie, Europie i Azji. Obchodzony jest w trzeci piątek maja. W 2026 przypada na 15 maja. Jest częścią Bike to Work Week (Tygodnia Dojazdu do Pracy Rowerem), który jest częścią Miesiąca Roweru.
Bike to Work Day został zapoczątkowany przez Ligę Amerykańskich Rowerzystów w 1956.

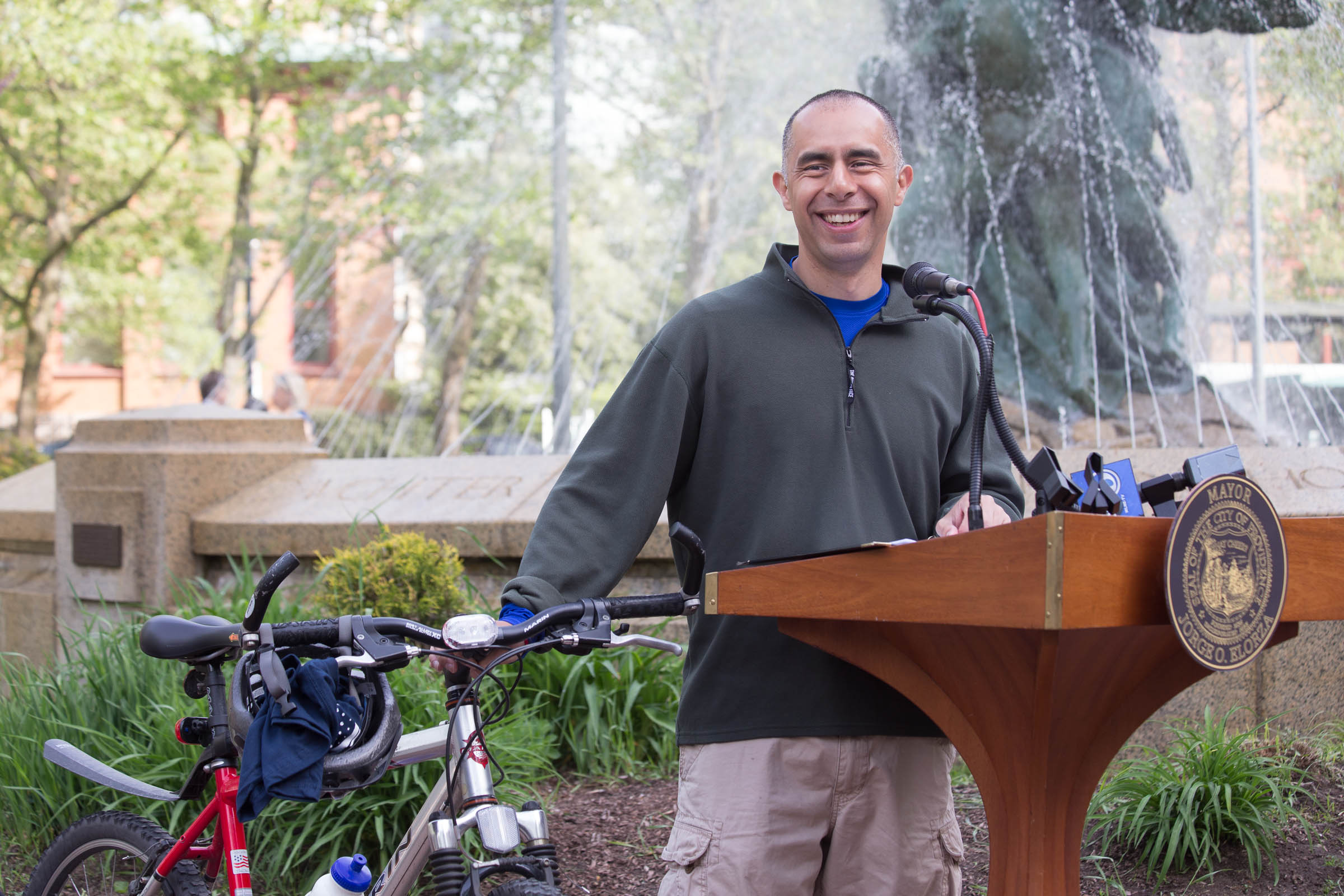
Providence, burmistrz Rhode Island, Jorge Elorza, przemawia na spotkaniu Bike to Work w maju 2015

Przed Dniem dojazdu do pracy rowerem o organizacje rowerowe i aktywiści zachęcają ludzi do spróbowania dojeżdżania do pracy rowerem jako zdrowej i bezpiecznej alternatywy dla jazdy samochodem, dostarczając informacji o trasach i wskazówek dla nowych osób dojeżdżających rowerem. Co więcej, Amerykańskie Stowarzyszenie Medyczne poparło Dzień Dojazdu Rowerem do Pracy w ramach swoich działań na rzecz zachęcania do aktywnego transportu. Wydarzenie jest wspierane przez wiele organizacji, od lokalnych sklepów rowerowych i restauracji po gminy i władze tranzytowe. Sieć kolei podmiejskich Metrolink w południowej Kalifornii oferuje bezpłatne przejazdy rowerzystom w dniu Bike to Work.
Z okazji Dnia Rowerem do Pracy organizowane są różnorodne imprezy rowerowe. Dzień ten jest ważnym wydarzeniem w rejonie Zatoki San Francisco, w którym co roku biorą udział tysiące mieszkańców wspieranych przez sponsorów korporacyjnych. Zorganizowane „Konwoje podmiejskie” i „Stacje energetyzujące” ustawione w różnych miejscach w rejonie Zatoki zapewniające bezpłatne jedzenie i kawę osobom dojeżdżającym do pracy na rowerze przez organizacje, takie jak Koalicja Rowerowa San Francisco, Koalicja Rowerowa East Bay i Koalicja Rowerowa Doliny Krzemowej. Członkowie Rady Nadzorczej San Francisco i burmistrz San Francisco regularnie uczestniczą, dojeżdżając rowerami do ratusza. 
Bike to Work Day cieszy się również szerokim udziałem w całych Stanach Zjednoczonych. Jedenaście firm w Boulder w Kolorado podarowało bezpłatne śniadanie 1200 uczestnikom w 2012 i 1600 uczestnikom w 2013. Firma Bethesda w stanie Maryland wykorzystała to wydarzenie do odsłonięcia nowych stojaków na rowery (z 200 do 300) i wygłosiła przemówienia na temat transportu. W Kitchener w Ontario lokalny klub rowerowy Ziggy's przekazał dwanaście rowerów dojeżdżających do pracy osobom, które uczestniczyły w wydarzeniu i pisały o nim na blogu w 2012. Chicago, Illinois rozdało uczestnikom bezpłatne tuningi i kominiarki.